# Royaume de Myinsaing
Cette page contient des caractères spéciaux ou non latins. S’ils s’affichent mal (▯, ?, etc.), consultez la page d’aide Unicode.
1297–1310
Entités précédentes :
- Royaume de Pagan

Entités suivantes :
- Royaume de Pinya

Le royaume de Myinsaing (birman မြင်စိုင်းခေတ်, mjɪ̀ɴzáiɴ kʰɪʔ) est un état qui a régné sur le centre de l'actuelle Birmanie (République de l'Union du Myanmar) de 1297 à 1310. Fondé par trois frères d'ascendance shane et birmane, il fut un des premiers petits royaumes apparus après la destruction du royaume de Pagan en 1287.
Les trois frères, Athinhkaya, Yazathingyan et Thihathu, anciens officiers de l'armée de Pagan, avaient pris le contrôle de la région stratégique de Kyaukse au début des années 1290. En 1298, ils officialisèrent leur domination sur la Birmanie centrale en contraignant à l'abdication le roi « officiel » de Pagan, Kyawswa, vassal de la dynastie Yuan depuis mars 1297. Ils régnèrent comme corégents depuis leurs palais respectifs à Myinsaing, Mekkara et Pinle. En 1301, ils repoussèrent une invasion mongole destinée à restaurer Kyawswa. Après que les Mongols eurent évacués leur base de Tagaung en 1303, toute la Birmanie centrale tomba en leur pouvoir.
Cette période est habituellement nommée dans l'histoire de la Birmanie « l'âge des trois frères Shan » (birman ရှမ်းညီနောင်သုံးဦးခေတ်, ʃáɴ ɲìnàuɴ θóuɴ ʔú kʰɪʔ), pour marquer l'émergence du pouvoir des Shans. Le royaume laissa la place en 1313 au royaume de Pinya, d'où se sépara en 1315 le royaume de Sagaing.

## Origine
Les fondateurs du royaume étaient officiers dans l'armée du roi Narathihapati dans les dernières années du royaume de Pagan. Leur père Theinkhabo était un frère cadet d'un saopha (prince) shan obligé de se réfugier à Kyaukse en 1260. Leur mère était fille d'un financier birman de Myinsaing. Entrés au service du roi à leur adolescence, ils reçurent après quelques années de petits titres de noblesse et furent nommés ensemble commandants de la garnison de leur ville natale. Leur sœur unique épousa un fils du roi, le prince Thihathu, futur gouverneur de Prome (Pyay).

## Après le chute de Pagan
En 1287, le roi Narathihapati avait fui sa capitale Pagan (aujourd'hui Bagan), ensuite pillée par les envahisseurs mongols (Bataille de Pagan). Déjà des commandants expérimentés, les trois frères renforcèrent leur garnison à Myinsaing. Après le départ des mongols, Kyawswa succéda à son père Narathihapati ; mais il ne contrôlait plus que les alentours de Pagan, et l'empire birman avait cessé d'exister dans les faits. Le seul pouvoir réel était celui des trois frères, dont la petite armée disciplinée contrôlait le district de Kyaukse, la plus importante région agricole du royaume. Kyawswa fut obligé de les reconnaître seigneurs de Kyaukse. Vers 1293, il nomma l'aîné vice-roi de Myinsaing, le cadet vice-roi de Mekkara et le benjamin vice-roi de Pinle.
Les trois frères se conduisaient déjà en rois. Quand Wareru, fondateur en Basse-Birmanie du royaume d'Hanthawaddy, fut reconnu vassal du royaume thaï de Sukhothaï en 1294, ce furent eux, et non Kyawswa, qui envoyèrent une armée pour récupérer cet ancien territoire de Pagan. Leur tentative fut vaine, mais elle ne laissa aucun doute sur l'état des forces en Birmanie centrale.
Le plus jeune frère, Thihathu, était le plus ambitieux et ne se contentait pas d'un simple titre de vice-roi. Il prit les titres royaux de Seigneur de l'Éléphant blanc (Hsinbyushin) et de Grand Seigneur respectivement en 1295 et 1296. Alarmé par ces manifestations de pouvoir, Kyawswa envoya en janvier 1297 son fils le prince héritier demander la protection des mongols à Tagaung. En mars 1298, l'empereur Témur Khan reconnut Kyawswa roi de Birmanie et gratifia les trois frères de titres chinois.
Les frères interprétèrent cet arrangement comme un passage sous suzeraineté mongole destiné à réduire leur pouvoir. En décembre, ils invitèrent le roi à Myinsaing, leur capitale, pour qu'il participe à la cérémonie de dédicace d'un monastère qu'ils venaient de construire. Kyawswa eut assez de confiance dans la protection des mongols pour s'y rendre et y présider la cérémonie. Mais dès que celle-ci fut finie, il fut arrêté, détrôné et obligé de se faire moine dans le monastère qu'il venait d'inaugurer,.

## Invasion mongole (1301)
À Pagan, le fils de Kyawswa Sawhnit fut élu roi par la reine douairère Saw, mais il fut bientôt réduit au rôle de gouverneur sous l'autorité de Myinsaing. Un autre des fils de Kyawswa, Kumara Kassapa, s'enfuit en Chine, d'où il revint avec une armée mongole pour remettre son père sur le trône. Apprenant ce retour, les trois frères firent exécuter Kyawswa,.
Les Mongols nommèrent Kumara Kassapa roi de Birmanie et entrèrent en Birmanie centrale en janvier 1301. La guérilla birmane et les maladies leur infligèrent de lourdes pertes avant qu'ils atteignent Myinsaing et y mettent le siège. Cependant la ville résista et ils acceptèrent de se retirer contre une très forte somme, qu'ils reçurent à titre de tribut. Ils se replièrent à Tagaung avec Kumara Kassapa. Le gouvernement du Yunnan, qui les avait envoyés, fit tuer tous les généraux à leur retour, mais n'organisa pas de nouvelle expédition. En 1303, les Mongols abolirent leur province de Chiang-Mien, centrée sur Tagaung, et se retirèrent entièrement de Haute-Birmanie.

## Extension géographique
Après le départ des mongols, Myinsaing régna sans partage en Birmanie centrale. Par rapport à l'empire de Pagan ou aux royaumes plus tardifs, son territoire était plutôt réduit, couvrant tout juste la zone sèche du centre de la Birmanie. Dans le sud, Hanthawaddy et Taungû formaient des royaumes indépendants, ainsi que l'Arakan dans l'ouest. Tout le nord du royaume était entouré d'états shans. Contrairement aux mongols, ceux-ci étaient bien implantés et ils allaient jouer un rôle majeur dans l'histoire de la Birmanie (et de l'Asie du Sud-Est tout entière) au cours des siècles suivants.

## Fin de Myinsaing
Thihathu, le benjamin des frères, ne voulait pas partager le pouvoir avec ceux-ci. En 1309, il se couronna roi. Le frère cadet Yazathingyan était mort en 1305, et Thihathu empoisonna l'aîné Athinhkaya en 1310. En 1313, sur les conseils des astrologues de sa cour, il déplaça sa capitale à Pinya, au bord de l'Irrawaddy, fondant le royaume de Pinya,.